# シャルル・デュラン
シャルル・デュラン（フランス語: Charles Dullin, 1885年5月8日 - 1949年12月11日）は、フランスの演出家、劇団主宰者、俳優。アントナン・アルトー、アンドレ・バルサック（André Barsacq）、ジャン＝ルイ・バロー、ジャン・ヴィラール（Jean Vilar）、ジャン・マレーら、後進を育てた。アンリ＝ジョルジュ・クルーゾーの映画『犯罪河岸』に出演している。

## 経歴
サヴォワ県イェンヌ（Yenne）に生まれた。父は貧しい判事であった。神学校に入れられたが、宗教を嫌って中退し、リヨンで働いたのち、1904年パリにのぼり、場末の芝居に出たり、酒場で詩の朗読などをした。
1906年 21歳、オデオン座に入ったが芽が出ず、1908年、アルベール・デュラック（ジェルメーヌ・デュラックの夫）と劇団を創ったが挫折した。しかしその縁で、1911年、芸術劇場（Théâtre des Arts）のジャック・ルーシェ（Jacques Rouché）が上演した『カラマーゾフの兄弟』（ジャック・コポー脚色）のスメルジャコフ役に起用され、それが、劇界で活躍する端緒となった。
1913年、コポーが創立したヴィユ・コロンビエ座に参加した。1914年の第一次世界大戦には、ロレーヌ進攻作戦の歩兵として従軍した。1917年、軍務解除を願い、折からニューヨークで公演中のコポー一座に合流したが、コポーに逆らって1918年解雇されて帰国し、フィルマン・ジェミエ（Firmin Gémier）のコメディ・モンテーニュ（後のコメディ・シャンゼリゼ（Théâtre des Champs-Élysées））の演劇学校に迎えられた。
1921年 36歳、モンマルトルにアトリエ座を組織し、ルイジ・ピランデルロの『名誉の悦び』（Il Piacere dell'onestà）で開場した。
1924年、ベン・ジョンソン作、シュテファン・ツヴァイク および ジュール・ロマン脚色の『ヴォルポーヌ』が大当たりした。
1927年 42歳、ルイ・ジューヴェ、ジョルユ・ピトエフ（Georges Pitoëff）、ガストン・バティ(Gaston Baty）、そしてデュランの在野劇団が協調するという、四座カルテル（Le Cartel de Quatre）を結び、それは1940年の敗戦まで続いた。1931年、ジャン＝ルイ・バローを迎え入れた。
1936年 51歳、コメディ・フランセーズの改革を目指す総支配人エドワール・ブールデ（Édouard Bourdet）に、コポー、ジューヴェ、バティとともに、客演演出家を委嘱され、翌年同座で、ピランデルロの『各人各説』、モリエールの『ジョルジュ・ダンダン』、ボーマルシェの『フィガロの結婚』を演出した。
1940年 55歳、アトリエ座をアンドレ・バルサックに譲り、パリ劇場（Théâtre de Paris）を経て、1941年、ナチス占領下の、市立劇場（Théâtre de la Cité）の支配人となった。
1943年、軽い脳卒中を起こした。1949年まで演劇活動を続け、巡業も続けたが、膵臓癌で衰弱し、パリの聖アントワーヌ施療病院（Hôpital Saint-Antoine）に収容され、没した。
セーヌ＝エ＝マルヌ県、クレシー＝エ＝シャペル（Crecy-la-chapelle）の墓地に眠っている。
約16本の映画に出演した。

## 舞台の記録（抄）
再演は記さない。
- 1911年：ドストエフスキー、『カラマーゾフの兄弟』、ジャック・コポー ほか演出、芸術座、出演
- 1913年：モリエール、『守銭奴』、ヴィユ・コロンビエ劇場、出演
- 1920年：アンリ・ルネ・ルノルマン（Henri-René Lenormand）、『シムーン』（Le Simoun）、コメディ・デ・シャンゼリゼ、出演
- 1922年：ピランデルロ、『名誉の悦び』、アトリエ座、演出。
- 1922年：ジャン・コクトー、『アンチゴーヌ』、アトリエ座
- 1922年：ペドロ・カルデロン・デ・ラ・バルカ、『人生は夢』（La vida es sueño）、アトリエ座、
- 1923年：マルセル・アシャール、『アタイと遊ばない?』（Voulez-vous jouer avec moâ ?）、アトリエ座
- 1924年：ベルナール・ジンメル（Bernard Zimmer）、『肥えた子牛』（Le Veau gras）、アトリエ座
- 1924年：ピランデルロ、『各人各説』、アトリエ座
- 1924年：ピランデルロ、『馬鹿』、アトリエ座
- 1925年：ベン・ジョンソン、魅力の女（The Magnetic Lady）、アトリエ座
- 1925年：リラダン、『反抗』（La Révolte）、アトリエ座
- 1926年：エヴィレノフ（Nikolai Evreinov）、『幸福の喜劇』、アトリエ座
- 1926年：ピランデルロ、『すべて前よりよし』（Tutto per bene）、アトリエ座
- 1928年：アリストパネス作、ベルナール・ジンメル脚色、『鳥』、アトリエ座
- 1928年：ベン・ジョンソン作、シュテファン・ツヴァイク & ジュール・ロマン脚色、『ヴォルポーネ』、アトリエ座
- 1930年：サラクルー（Armand Salacrou）、『パチュリ、または愛の無秩序』、アトリエ座
- 1930年：シェイクスピア、『ジュリアス・シーザー』、アトリエ座
- 1931年：サラクルー、アトラス・ホテル（Atlas-Hôtel）、アトリエ座
- 1931年：ジュール・ロマン、『ミュス、または偽善学校』（Musse ou l'école de l'hypocrisie）、アトリエ座
- 1931年：フランソワ・ポルシェ（François Porché）、『レーニン皇帝』、アトリエ座
- 1931年：カタイエフ（Valentin Kataiev）、『円の求積』、アトリエ座
- 1932年：アリストパネス、『平和』、アトリエ座
- 1933年：シェイクスピア作、アンドレ・オベイ(André Obey）脚色、『リチャード3世』、アトリエ座
- 1935年：オノレ・ド・バルザック、『ペテン師』、アトリエ座
- 1935年：カルデロン・デ・ラ・バルカ、『名誉の医師』、アトリエ座
- 1936年：ロジェ・ヴィトラック（Roger Vitrac）、『行商人』（Le Camelot）、アトリエ座
- 1937年：モリエールの『ジョルジュ・ダンダン』、ボーマルシェの『フィガロの結婚』、コメディ・フランセーズ、演出
- 1938年：サラクルー、『地球は丸い』、アトリエ座
- 1938年：アリストパネス、『ブルータス』、アトリエ座
- 1939年：ジュール・ラフォルグ、『ハムレット』、アトリエ座
- 1942年：シモーヌ・ジョリヴェ、『熊の王女』（La Princesse des Ursins）、市立劇場
- 1942年：ロペ・デ・ベガ、『ガリシアの恋人たち』、市立劇場
- 1943年：サルトル、『蠅』、市立劇場
- 1945年：シェイクスピア、『リア王』、サラ・ベルナール劇場（市立劇場の元の名）
- 1947年：サラクルー、『ルノワール群島』（L'Archipel Lenoir）、モンパルナス座（Théâtre Montparnasse）
- 1949年：バルザック、『継母』、リヨンのセレスタン劇場（Théâtre des Célestins）

## 日本で公開された映画
前の年次は初公開の、後の数字は日本公開の西暦である。
- 1924年、1926年：狼の奇蹟
- 1933年、1938年：レ・ミゼラブル
- 1947年、1949年：犯罪河岸
- 1947年、1951年：賭はなされた